# Produzione snella
In economia, la produzione snella (calco dell'inglese lean production) è un sistema di produzione che, riducendo gli sprechi fino a eliminarli, mira alla qualità totale (per es. minore è la produzione dei pezzi  di un'automobile, maggiore è la consapevolezza della loro qualità); rappresenta un'evoluzione della produzione di massa (per mezzo della catena di montaggio).
La produzione snella è il principio fondamentale dell'organizzazione snella (in inglese lean organization), ovvero dell'insieme delle metodologie gestionali volte alla riduzione degli sprechi e all'efficienza dei processi produttivi industriali.

## Storia
Il termine "produzione snella" è stato coniato da John Krafcik nel suo articolo del 1988, "Triumph of the lean production system", basato sulla sua tesi di laurea al MIT Sloan School of Management. Il termine è stato poi ripreso dagli studiosi James P. Womack, Daniel T. Jones e Daniel Roos nel libro "La macchina che ha cambiato il mondo", in cui i tre studiosi hanno per primi analizzato in dettaglio e confrontato le prestazioni del sistema di produzione dei principali produttori mondiali di automobili con la giapponese Toyota, rivelando le ragioni della netta superiorità di quest'ultima rispetto a tutti i concorrenti.
La produzione snella è dunque una generalizzazione e divulgazione in occidente del sistema di produzione Toyota (o Toyota Production System - TPS), che ha superato i limiti della produzione di massa (sviluppato da Henry Ford e Alfred Sloan) applicata allora (e ancora oggi) dalla quasi totalità delle aziende occidentali.

## Identificazione degli sprechi
Le forme di spreco definite nell'ambito del Toyota Production System sono, per chi conserva un'impostazione protofordista, controintuitive:
- eccesso di attività: realizzare attività che non producono valore;
- movimento: spostarsi per raggiungere materiali lontano dal punto di utilizzo;
- difetti: produrre scarti o rilavorazioni;
- scorta: acquistare o produrre materiali in eccesso rispetto al fabbisogno del processo successivo;
- eccesso di produzione: produrre più di quanto richiesto dal cliente o dal processo successivo;
- attesa: impiegare il tempo in maniera non produttiva;
- trasporto: spostare il materiale senza necessità connesse alla creazione del valore.

## Principi guida
Esistono 5 principi-guida che delineano il modello teorico della produzione snella:
1. definire il valore dal punto di vista del cliente; cosa il cliente è veramente disposto a pagare;
2. identificare il flusso di valore; identificare l'insieme di azioni che portano a realizzare il prodotto o il servizio;
3. far fluire tutte le attività; tutto deve realizzarsi per processi e non per funzioni, senza soste o interruzioni;
4. impostare le attività secondo la logica "pull" e non "push", ovvero realizzare un'attività solo quando il processo a valle lo richieda;
5. perseguire la perfezione tramite continui miglioramenti (fare kaizen, parola composta che significa KAI = cambiamento, miglioramento e ZEN= buono, migliore).

## Tecniche lean
In stretta aderenza ai principi operano le tecniche lean:
- Takt time: ritmo di pulsazione delle attività dettato interamente dalla domanda del cliente;
- Just-in-time (JIT): politica di gestione delle scorte mirata a ridurne il quantitativo, ovvero producendo i pezzi necessari solo quando servono effettivamente e quindi adottando la logica pull anziché la logica push;
- Tecnica 5S, basata sui seguenti 5 passi (corrispondenti ad altrettanti termini originari giapponesi la cui pronuncia inizia per S):
  1. Seiri ("separare") - suddivisione funzionale delle aree delle postazioni;
  2. Seiton ("sistemare") - disposizione e riordinamento di ciò che è ritenuto necessario;
  3. Seiso ("spazzare") - pulizia del posto di lavoro;
  4. Seiketsu ("sistematizzare") - utilizzo di procedure operative standard;
  5. Shitsuke ("sostenere") - tensione al continuo miglioramento, alimentata anche attraverso messaggi positivi (spirito di appartenenza, ownership della postazione, premi per performance);
- Gestione a vista: tecnica che presume visualizzazione continua e gestione efficiente di informazioni (Il flusso informativo riveste un ruolo fondamentale nella produzione snella);
- A3: tecnica implementata in Toyota che sfrutta una sola facciata di un foglio di carta formato standard ISO 216 per lo sviluppo di un processo strutturato di problem solving;
- Poka Yoke: tecnica che mira a rendere difficile e improbabile l'errore nel processo lavorativo, anche se svolto da parte di personale non esperto. Il nome della tecnica deriva dall'unione dei termini giapponesi poka ("errore involontario") e yoke (abbreviazione del verbo yokeru, che significa "evitare");
- Kaizen blitz: evento di breve durata (di norma 2/3 giorni) in cui più persone all'interno dell'azienda riflettono su come migliorare il processo produttivo in ottica lean;
- Kanban: sistema di reintegro delle scorte;
- Cellular Manufacturing: produzione a celle;
- S.M.E.D.: tecnica per la riduzione dei tempi di set up;
- Heijunka: livellamento di produzione che equilibra il carico di lavoro all'interno della cella produttiva minimizzando inoltre le fluttuazioni di fornitura;
- Total Productive Maintenance (TPM): metodologia di manutenzione delle macchine e degli impianti per la massimizzazione dell'efficienza;
- Value Stream Mapping (VSM): mappatura della catena del valore.

## Settori della produzione industriale
Il processo produttivo, quindi, viene trattato in modo globale al fine di ridurre al massimo la complessità della produzione puntando sulla sua flessibilità e coinvolgendo fin dall'inizio tutte le funzioni aziendali, individuando alcuni settori:
- Progettazione: il prodotto viene studiato considerando i problemi inerenti alla sua produzione (DFX), evitando la sua riprogettazione, cioè gli sprechi dovuti al non essere riusciti a "fare bene fin dalla prima volta";
- Produzione;
- Valorizzazione o "qualità totale" TQM di W. Edwards Deming.